# D-amminoacido deidrogenasi
La D-amminoacido deidrogenasi è un enzima appartenente alla classe delle ossidoreduttasi, che catalizza la seguente reazione:
un D-amminoacido + H2O + accettore ⇄ un 2-ossoacido + NH3 + accettore ridotto
L'enzima è una flavoproteina (FAD). Agisce allo stesso modo sugli altri D-amminoacidi, eccetto D-aspartato e D-glutammato.